# Pretending
Pretending ist ein von Jerry Lynn Williams geschriebener Rocksong, der 1989 von Eric Clapton auf dem Album Journeyman unter dem Label Reprise Records veröffentlicht wurde. Das Stück wurde ein Nummer-eins-Hit in den Billboard-Mainstream-Rock-Songs-Charts und erreichte Platz 55 der Billboard Hot 100.

## Musik und weitere Veröffentlichungen
Der Titel beginnt mit einem E-Piano-Intro. Clapton verwendete in dem Stück ein Wah-Wah Effektgerät. Der Buchautor Marc Roberty bezeichnete die Wah-Wah-Soli als „hervorragend“ („superlative“). Roberty kritisierte jedoch Steve Ferrones Arbeit am Schlagzeug und bezeichnete das Spiel als „zu heftig“. Clapton versuchte den Gesang von Leon Russell nachzuahmen, mit dem er bereits auf Eric Clapton von 1970 gearbeitet hatte. Allmusic-Kritiker Matthew Greenwald lobt den Rock-Gitarrenriff sowie Claptons exzellente Gesangs- und Gitarrendarbietung. Er fand, der Titel wirke überproduziert, was vor allem den Synthesizern geschuldet sei.
Der von Russ Titelman produzierte Song erschien ebenfalls auf Claptons Live-Album 24 Nights von 1991 und den Kompilationen Clapton Chronicles: The Best of Eric Clapton von 1999, Complete Clapton von 2007, Forever Man von 2015 und weiteren fünf Alben. Darüber hinaus war der Titel Bestandteil der Journeyman- und 1992 World Tour. Im Jahr 2014 erschien der Titel auf dem Konzertfilm Planes, Trains and Eric.

## Musikvideo
Das Musikvideo zeigt, wie Clapton, Nathan East, Greg Phillinganes und Steve Ferrone den Song im Regen spielen. Im Video sind Ausschnitte eines New Yorker Videodrehs zu sehen, indem Clapton eine Frau sucht, sich mit ihr unterhält und im Taxi fährt sowie im Regen vor einem Pub sitzt und Pretending singt.